# Tozkoparan, Pertek
Tozkoparan là một xã thuộc huyện Pertek, tỉnh Tunceli, Thổ Nhĩ Kỳ. Dân số thời điểm năm 2010 là 181 người.